# Општина Реча (Брашов)
Реча (рум. Recea) општина је у Румунији у округу Брашов.
Oпштина се налази на надморској висини од 529 m.